# Xã Lincoln, Quận Putnam, Missouri
Xã Lincoln (tiếng Anh: Lincoln Township) là một xã thuộc quận Putnam, tiểu bang Missouri, Hoa Kỳ. Năm 2010, dân số của xã này là 313 người.